# Perella (Sant Joan de les Abadesses)
Perella és una masia de Sant Joan de les Abadesses (Ripollès) a mig camí del nucli de Sant Pau de Segúries. El topònim ja apareix l'any 913, "Villa Parella" i se sap que una casa amb aquest nom existia el 1126. La construcció que avui es pot veure, per bé que hereva d'aquelles, data del segle xviii. Aquesta casa va ser residència de repòs del monjos de Sant Joan de les Abadesses. La proximitat amb l'església de Santa Magdalena va fer que depengués d'aquesta quan era parròquia. Actualment pertany a la parròquia de Sant Pau de Seguries.
És una casa de planta quadrangular amb la façana principal al sud, teulada a dos vessants, de teula àrab, planta baixa, dos pisos i golfes. Al cos original s'hi afegí un cos a ponent, cobert, i un altre al darrere, un corral. És construïda damunt el turó i sobre la roca natural. Malgrat que actualment està abandonada (s'utilitza com a cabana de bestiar), tenia la planta baixa destinada a espais agraris i els dos pisos superiors per habitatge. A la façana del sud es poden veure tres arcades per planta, de manera que mentre a la planta baixa aquestes formen un porxo, a les plantes restants aquestes formen galeries.